# Duygu Sipahioğlu
Pour les articles homonymes, voir Sipahioglu.
Duygu Sipahioğlu est une ancienne joueuse de volley-ball turque née le 31 octobre 1979 à Ankara. Elle mesure 1,87 m et jouait au poste de centrale. Elle a totalisé 53 sélections en équipe de Turquie. Elle a mis un terme à sa carrière de volleyeuse professionnelle en juillet 2020.

## Clubs
| Club                   | De        | À         |
| ---------------------- | --------- | --------- |
| Ankara Vakıfbank       | 1996-1997 | 1999-2000 |
| İller Bankası Ankara   | 2000-2001 | 2001-2002 |
| SSK Ankara             | 2002-2003 | 2002-2003 |
| Beşiktaş Istanbul      | 2003-2004 | 2005-2006 |
| BKS Bielsko-Biała      | 2006-2007 | 2006-2007 |
| Şahinbey Belediye      | 2007-2008 | 2007-2008 |
| Fenerbahçe İstanbul    | 2008-2009 | 2008-2009 |
| Beşiktaş İstanbul      | 2009-2010 | 2011-2012 |
| TED Ankara Kolejliler  | 2012-2013 | 2012-2013 |
| Çanakkale Belediye     | 2013-2014 | 2013-2014 |
| Bolu Belediyespor      | 2014-2015 | jan 2015  |
| İdmanocağı Spor Kulübü | jan 2015  | 2015-2016 |
| Pursaklar Belediyesi   | 2016-2017 | 2017-2018 |
| Alaşehir Belediye      | 2018-2019 | 2018-2019 |
| Altınoluk Spor Kulübü  | 2019-2020 | 2019-2020 |

## Palmarès
- Championnat de Turquie
  - Vainqueur : 1997, 1998, 2009.
- Coupe de Turquie
  - Vainqueur : 1997, 1998.
- Challenge Cup
  - Finaliste : 2016.